# Nuceria Alfaterna
Nuceria Alfaterna war in der Antike eine bedeutende, am Fluss Sarnus gelegene Stadt in der italischen Region Kampanien.
Bei Nuceria kreuzten sich die Straßen, die zu den Städten Pompeji, Benevent, Nola und Salernum führten. Dem griechischen Schriftsteller Konon zufolge wurde die Stadt von peloponnesischen Pelasgern gegründet. Der Name ist Oskisch und bedeutet „Neuberg“. Der Beiname Alfaterna leitet sich vom samnitischen Stamm der Alfaterner ab. Schutzgott war möglicherweise Epidius, ein vergöttlichter Urahne der Stadt und Flussgott des Sarnus. 
315 v. Chr. kämpften die Bewohner der Stadt gegen das republikanische Rom und nahmen am Aufstand der Samniten teil. Nachdem ein Landungsversuch durch römische Flottensoldaten an der Flussmündung noch von den Pompejanern abgewehrt worden war, wurde Nuceria 308 v. Chr. von den Römern erobert und war seither mit ihnen verbündet. 216 v. Chr., während des Zweiten Punischen Krieges, zerstörte Hannibal die Stadt; die Einwohner wurden nach Atella gebracht. Nuceria wurde wieder aufgebaut und nutzte von da an den Hafen von Pompeji. Das römische Bürgerrecht erhielten die Nucerianer in der Zeit der Gracchischen Reform. Die Stadt nannte sich von nun an Nuceria Constantia.
Nuceria blieb auch im Bundesgenossenkrieg (91–88 v. Chr.) an der Seite Roms, während die untergeordneten Orte sich dem Aufstand angeschlossen hatten. Nach dessen Niederschlagung wurden diese Orte eigenständig, Nuceria erhielt als Entschädigung die Oberhoheit über Stabiae, das 89 v. Chr. von Sulla besiegt worden war.

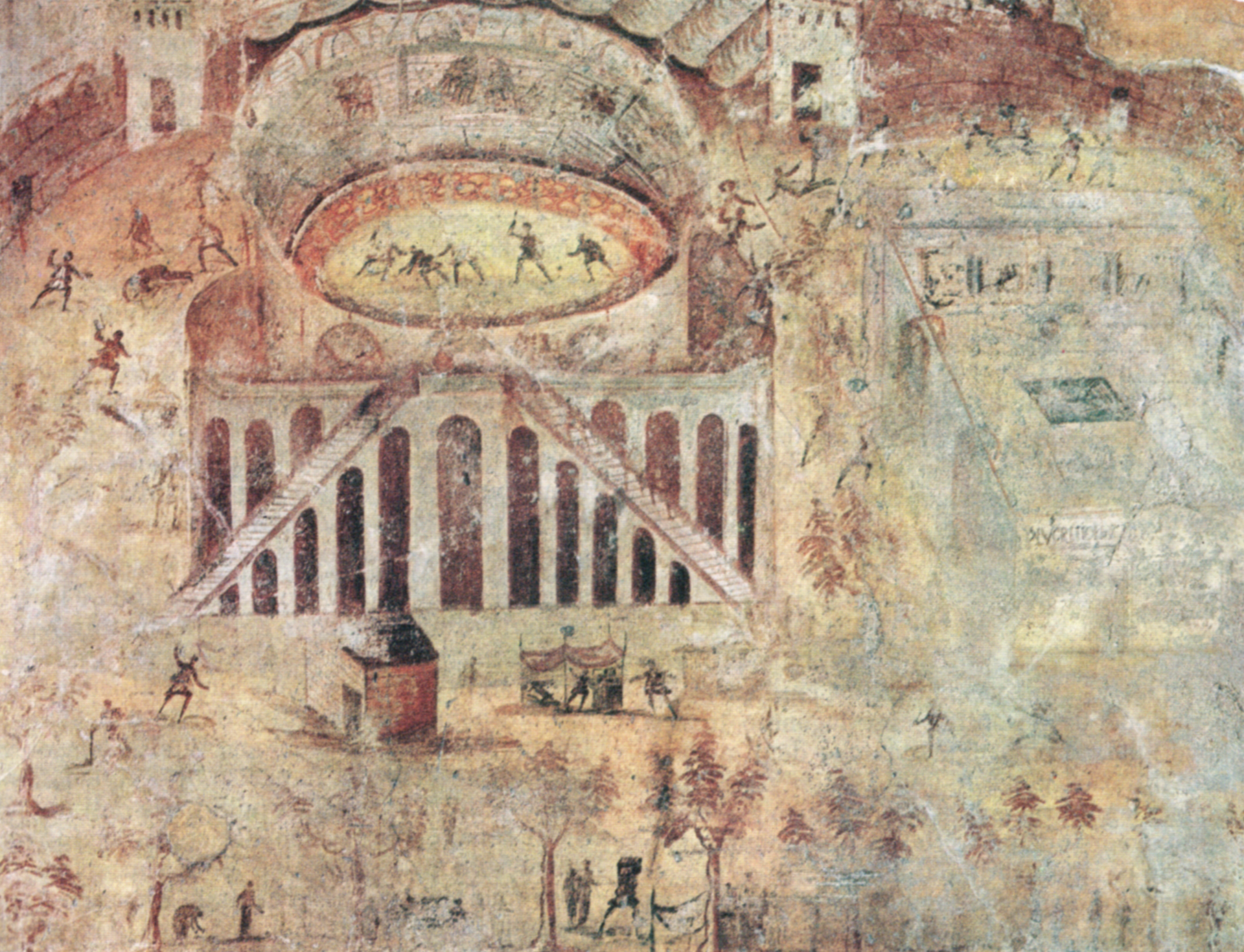
Der Kampf zwischen Pompejanern und Nucerianern. Wandmalerei, Amphitheater von Pompeji, zwischen 59 und 79 n. Chr.

Im Dritten Sklavenkrieg wurde Nuceria in Mitleidenschaft gezogen, als Spartacus 73 v. Chr. die Stadt plünderte. Unter Augustus und 57 n. Chr. unter Nero wurde in Nuceria eine Veteranenkolonie angesiedelt. 59 n. Chr. kam es – einem Bericht des Historikers Tacitus zufolge – bei einem Gladiatorenspiel zwischen Nuceria und Pompeji, das in Pompeji ausgetragen wurde, zu einer Massenschlägerei. Es gab vor allem unter den Nucerianern Tote und Verletzte, so dass der Senat Pompeji für zehn Jahre alle derartigen Zusammenkünfte verbot. 62 erschütterte ein Erdbeben Teile Kampaniens, auch Nuceria war betroffen.
Schon früh wurde die Stadt Bischofssitz. Auch in der Spätantike spielte die Stadt noch einmal eine kleine Nebenrolle: Nachdem sich der Ostgotenkönig Theoderich der Große 499 für Papst Symmachus und gegen den Gegenpapst Laurentius ausgesprochen hatte, wurde Laurentius abgesetzt und erhielt stattdessen das Amt des Bischofs von Nuceria.
Heute heißt die Stadt Nocera Inferiore.